# 宇津救命丸 (企業)
宇津救命丸株式会社（うづきゅうめいがん、Uzukyumeigan Co., ltd.）は、栃木県塩谷郡高根沢町に本社を置く製薬会社。
2023年4月に東京都千代田区から、創業地で工場がある栃木県塩谷郡高根沢町へと本社機能を全て移管した。
コーポレートスローガンは、「子育てに、もっと、笑顔を。」。

## 概要
創始は、もともと下野国を治めた宇都宮氏お抱えの医師で親戚筋でもあった宇津氏が、戦国時代以降に帰農し、1597年（慶長2年）に救命丸を製造販売したことに拠る。逸話として、倒れていた旅の僧侶を助けたところ、お礼の書物に処方が記載されていたという。
2023年4月12日付で、本社を東京都千代田区神田駿河台から栃木県塩谷郡高根沢町にある工場敷地内へ移転。コーポレートスローガンは、「子育てに、もっと、笑顔を。」。

## 拠点

### 本社・工場
- 栃木県塩谷郡高根沢町上高根沢3987（敷地内に宇津史料館及び宇津薬師堂があり、宇津薬師堂は高根沢町指定文化財に指定されている。工場見学も可能。）

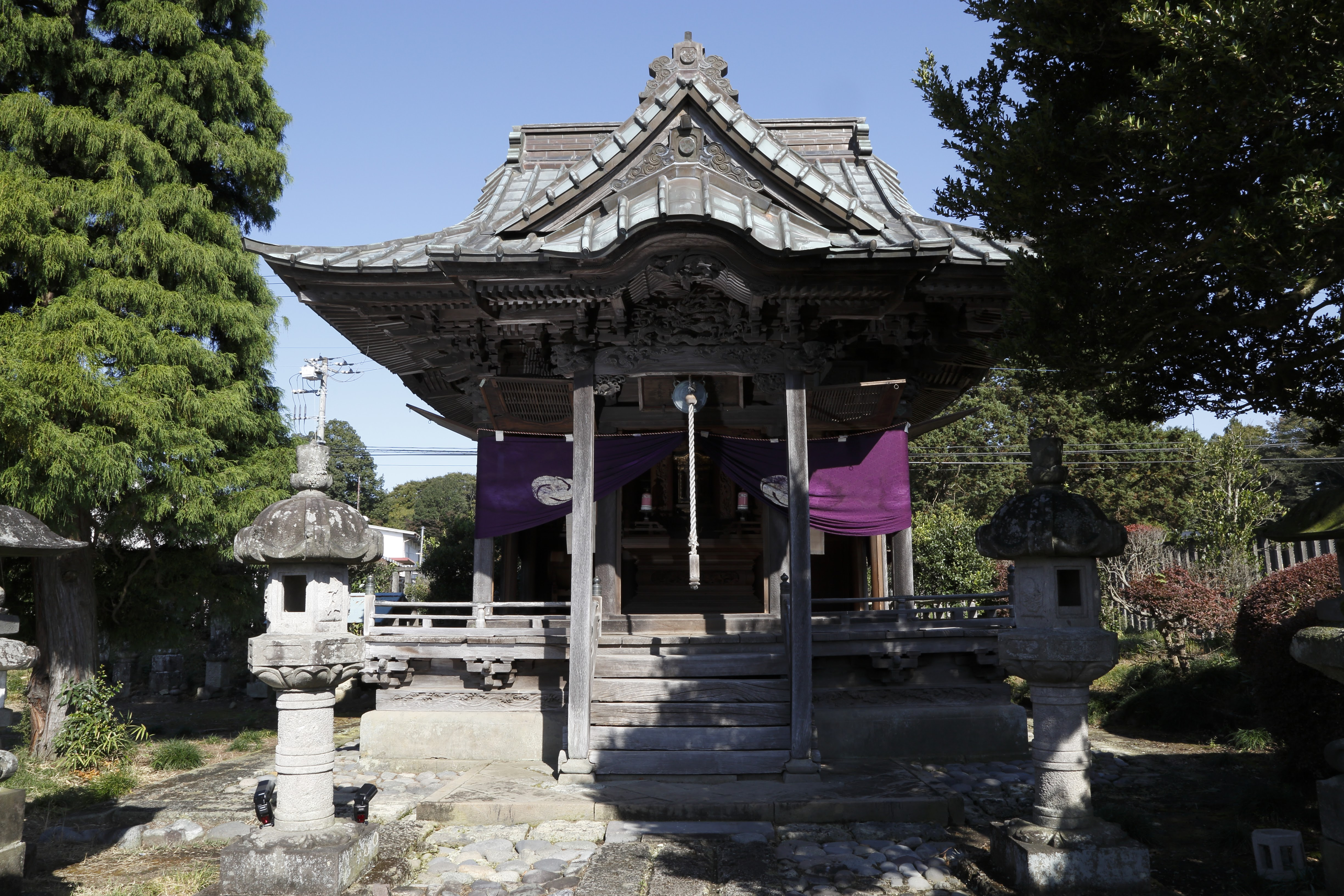
宇津救命丸工場内にある薬師堂

## 沿革
- 1597年（慶長02年）10月13日 - 初代宇津権右衛門が野州高根澤西根郷に帰農後、宇津の秘薬（救命丸）を創製
- 1673年（延宝元年）9月21日 - 「金匱救命丸」と命名
- 1906年（明治39年） - 現在の問屋ルートに乗せて全国発売
- 1919年（大正08年） - 東京神田に出張所開設
- 1929年（昭和04年） - 東京出張所を東京市麹町区飯田町（現：東京都千代田区飯田橋）に置く 商品名を「小児良藥 宇津救命丸」に名称変更
- 1931年（昭和06年） - 法人組織としての「株式會社宇津權右衛門藥房」に改組
- 1943年（昭和18年） - 金使用禁止令により、以後、金粒を銀粒にする
- 1955年（昭和30年） - 「株式會社宇津權右衛門藥房」を「宇津救命丸株式会社」に社名変更
- 1959年（昭和34年） - 本社を東京都千代田区神田駿河台に移転
- 1961年（昭和36年） - 現工場落成
- 1972年（昭和47年） - 宇津家敷地内に宇津史料館設立
- 1976年（昭和51年）1月12日 - 資本金4,800万円に増資
- 1983年（昭和58年）12月21日 - 会社定款を変更し、食料品他を追加する
- 1984年（昭和59年）11月20日 - 「宇津こどもかぜ薬」発売
- 1988年（昭和63年）5月1日 - 第18代宇津善博 代表取締役社長に就任
- 1998年（平成10年）10月 - 本社新社屋完成
- 2010年（平成22年） OEM開始
- 2012年（平成24年） 宇津救命丸ヘルスケア（100%子会社）設立
- 2022年（令和04年）3月 - 宇津善行が代表取締役社長に就任
- 2023年（令和05年）4月12日 - 本社を栃木県塩谷郡高根沢町に移転
- 2024年（令和06年） - 成人向け生薬製剤「宇津五疳強心丸」を発売[5]

## 主要製品

### 一般用医薬品

#### 小児五疳薬
- 宇津救命丸（銀粒）【第2類医薬品】119粒
- 宇津救命丸（糖衣）【第2類医薬品】150粒

#### かぜ薬関連商品
- 宇津こどもかぜシロップA【指定第2類医薬品】（製造販売元：新生薬品工業）
- 宇津こどもかぜ薬AII【指定第2類医薬品】（製造販売元：日野薬品工業）
- こども解熱坐薬（販売名：キオリトル）【第2類医薬品】（製造販売元：樋屋製薬）
- 宇津こどもせきどめシロップA【指定第2類医薬品】（製造販売元：新生薬品工業）
- 宇津こどもせきどめ【指定第2類医薬品】
- 宇津こども鼻炎顆粒【第2類医薬品】
- 宇津こども鼻炎シロップA【指定第2類医薬品】（製造販売元：新生薬品工業）

#### おなかの薬
- 宇津こども整腸薬TP【指定医薬部外品】（製造販売元：東亜薬品工業）

#### その他
- 宇津救命丸 五苓散【第2類医薬品】（販売名：JPS漢方顆粒-14号、製造販売元：ジェーピーエス製薬）
- 回春仙【第2類医薬品】（製造販売元：昭和化学工業）

### 医薬部外品

#### スキンケア用品
- 宇津ベビーローション（製造販売元：大阪製薬）
- 宇津ベビーローションプラス（製造販売元：大阪製薬）

## かつて販売していた製品

### 小児五疳薬
- 宇津救命丸（銀粒）【第2類医薬品】247粒
- 宇津救命丸（金粒）【第2類医薬品】103粒
- 宇津救命丸Gold【第2類医薬品】（販売名：宇津救命丸 金粒）103粒

### かぜ薬関連商品
- 宇津こどもかぜ薬CII【指定第2類医薬品】（製造販売元：日野薬品工業）
- 宇津ジュニアかぜ薬A【指定第2類医薬品】（製造販売元：東亜薬品）
- 宇津こどもかぜシロップL
- 宇津こどもかぜシロップQ
- 宇津こどもかぜシロップM

### おなかの薬
- 新宇津こども下痢止め

### 栄養剤
- 宇津こどもドリンクA【第3類医薬品】（製造販売元：金陽製薬）

### スキンケア用品
- 宇津かゆみどめクリーム
- 宇津ベビークリーム
- 宇津ベビーローションベビーパウダーイン（製造販売元：大阪製薬）
- 宇津ベビーローションアレルGプラス（製造販売元：大阪製薬）

### アロマシート
- 宇津こども夜ぐっすりアロマシート
- 宇津こども鼻・のどすっきりアロマシート
- 小中高生用頭ハッキリアロマシート
- 小中高生用花粉スッキリアロマシート

### 健康食品
- 天然ハーブエキス配合うづのどあめ
- プレママの栄養サプリプレマミー
- 知育健康食品PSタブレット

## メディア放送・掲載
- 2017年6月4日 Story 〜長寿企業の知恵〜 #016 宇津救命丸 18代目 宇津義博[6]